# Аникович, Василий Трофимович
Васи́лий Трофи́мович Анико́вич (1923—1993) — лейтенант Советской Армии, участник Великой Отечественной войны, Герой Советского Союза (6.4.1945). В 1950 году лишён званий и наград в связи с осуждением за совершение уголовного преступления.

## Биография
Василий Аникович родился 5 января 1923 года в селе Сельцы Новосельского сельсовета Витебской губернии (ныне — Толочинский район Витебской области Белоруссии) в крестьянской семье. После окончания семи классов школы работал в колхозе. В 1939 году Аникович переехал в Москву, где устроился на работу слесарем в 30-м Стройтресте города Москвы.
1 ноября 1941 года Аникович призван в Рабоче-Крестьянскую Красную Армию Сталинским районным военным комиссариатом Москвы. С 20 декабря 1941 года на фронтах Великой Отечественной войны. В 1941—1944 годах воевал на Западном, 3-м и 4-м Украинских, 1-м Белорусском фронтах. В 1944 году Аникович окончил армейские курсы младших лейтенантов 5-й ударной армии. За время боёв был дважды ранен и один раз контужен.
Принимал участие в обороне Москвы, освобождении Волоколамска, в трёх Ржевско-Сычёвских операциях, форсировании и боях на реке Вазуза в 1942 году, в Духовщинской и Смоленской операциях, боях на Днепре, Березнеговато-Снигирёвской, Одесской, Ясско-Кишинёвской операциях, Висло-Одерской и Берлинской операциях.
3 февраля 1945 года в оборонительных боях на плацдарме на реке Одер в районе населённого пункта Ортбых командир стрелкового взвода 1052-го стрелкового полка 301-й стрелковой дивизии 5-й ударной армии 1-го Белорусского фронта младший лейтенант Василий Аникович заменил собой выбывшего из строя командира роты и лично руководил отражением девяти контратак крупных немецких сил и удержанием плацдарма.
Указом Президиума Верховного Совета СССР от 6 апреля 1945 года за «образцовое выполнение боевых заданий командования на фронте борьбы с немецко-фашистскими захватчиками и проявленные при этом мужество и героизм» младшему лейтенанту Аниковичу было присвоено звание Героя Советского Союза с вручением ордена Ленина и медали «Золотая Звезда» за номером 6825. 13 марта 1945 года Аниковичу было присвоено звание лейтенанта.
После окончания войны командовал взводами в 1052-м и 1054-м стрелковых полках в Германии. 27 сентября 1946 года как оставшийся за штатом Аникович был уволен в запас. В 1948 году он учился в Республиканской партшколе при ЦК КП(б) Белорусской ССР, жил в Толочинском районе Витебской области.
Был также награждён орденом Ленина (1945), орденом Отечественной войны 1-й степени (1945) , медалями «За оборону Москвы», «За освобождение Варшавы», «За взятие Берлина», «За победу над Германией».
В августе 1949 года осуждён по ст. 214 УК Белорусской ССР (убийство) на 6 лет лишения свободы за убийство односельчанина во время ссоры. 
Указом Президиума Верховного Совета СССР от 3 марта 1950 года Василий Аникович был лишён звания Героя Советского Союза и всех наград. 
Награждён орденом Отечественной войны 1-й степени  (06.04.1985).
После отбытия наказания проживал в деревне Курчевская Усвейка Толочинского района Витебской области. Умер в 1993 году. Похоронен на кладбище в деревне Курчевская Усвейка.